# アダムス・パーク
アダムス・パーク（Adams Park、以前はスポンサー名を冠してThe Causeway Stadium）は、イングランド、バッキンガムシャー、ウィコム区ハイ・ウィコムにあるスタジアム。ウィコム・ワンダラーズFCとラグビーユニオンのギネス・プレミアシップに所属するロンドン・ワスプスのホームスタジアムとなっている。

## 概要
1990年完成のスタジアム。将来は17,000から20,000人収容の新スタジアムに移転予定を計画中である。

## スタンド
バックス・ニュー・ユニ・メイン・スタンド (北) (Bucks New Uni Main Stand)、1990年建設のスタンドで収容人数、座席数ともに1,267。メインスタンド。クラブオフィス、スイートルーム、クラブ設備とスペース、記者席やラジオブースがある。建設当初のキャパシティは558。
ドリーム・スタンド - ヒルボトム・ロード・エンド (東) (Dream Stand - Hillbottom Road End)、1990年建設のスタンドで収容人数、座席数ともに2,026。アウェー側ゴール裏スタンド。建設当初はテラス席であったが、2001年に大幅な改修をして全面座席となり倍の2,026人収容のスタンドとなった。
ウッドランズ・スタンド (南) (Woodlands Stand)、1990年建設のスタンドで収容人数は4,940。内訳は、1階席:1,738、2階席:2,842、ボックス席:360、ボックス席:20 + ウッドランズスイートとなっている。バックスタンド。もともとは一層のテラス席で、ヒルボトム・ロード・エンドや現在のヴァレイ・テラスのようであったが、1996年に改修して2層構造のスタンドとなった。
ヒプノス・ヴァレイ・テラス (西) (Hypnos Valley Terrace)、1990年建設のスタンドで収容人数は2,100だが使用は1,750まで。ゴール裏スタンド。このスタジアムに残る唯一のテラス席。将来は全面改修で2層の座席とボックス席が出来る予定。

## 入場者数

### 平均入場者数
- 2008-2009:
- 2007-2008: 4,746人 （フットボールリーグ2）
- 2006-2007: 4,983人 （フットボールリーグ2）
- 2005-2006: 5,445人 （フットボールリーグ2）
- 2004-2005: 4,937人 （フットボールリーグ2）

### 最多入場者数
- 15,850 (FAアマチュアカップ) ウィコム v セント・オールバンズ, 1950.2.25 - ロークス・パーク
- 10,000 (プレシーズン) ウィコム v チェルシー, 2005.7.13 - アダムス・パーク